# Ordre de la concorde
L''ordine della concordia (in francese Ordre de la concorde, in tedesco Orden der Eintracht), fu un ordine cavalleresco creato nell'ambito del Margraviato di Bayreuth. Il nome dell'ordine venne scelto tipicamente in francese a riprendere la lingua principale delle corti d'epoca.

## Insegne
L'insegna dell'ordine consisteva in una croce di ferro con i bracci bianchi bordati d'oro e decorati al loro interno da intagli in argento. Al centro si trovava un medaglione riportante un ramo d'alloro e uno di quercia col motto CONCORDANT e sotto la corona da margravio in oro. Sul retro il medesimo medaglione riportava la corona margraviale con le lettere C.E.M.Z.B. per "Christian Ernst Markgraf zu Bayreuth"
Il nastrino dell'ordine era completamente rosso e la decorazione veniva portata esclusivamente al collo.